# David Björkman

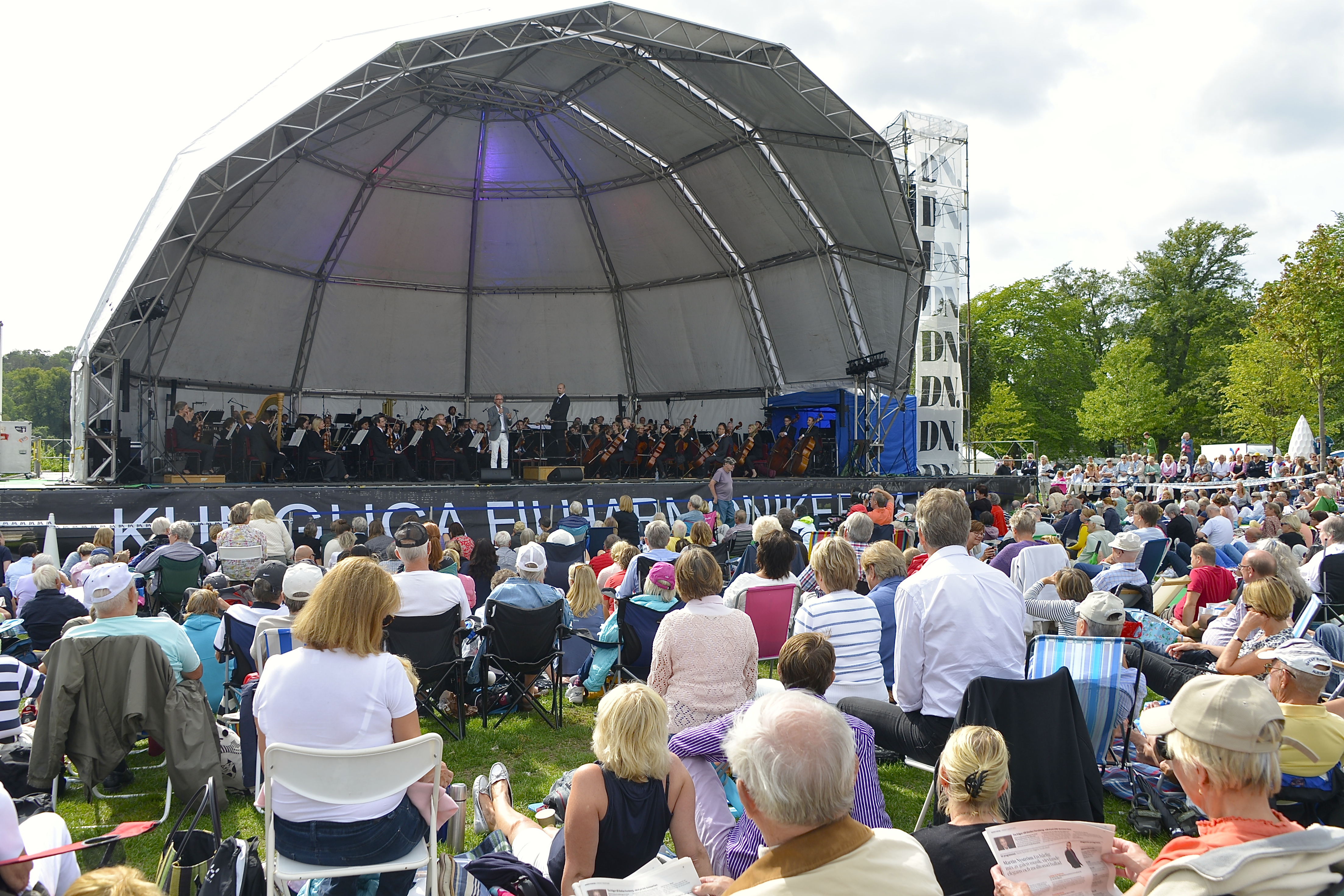
David Björkman med Kungliga Filharmonikerna på Gärdet i Stockholm under DN-konserten 2014.

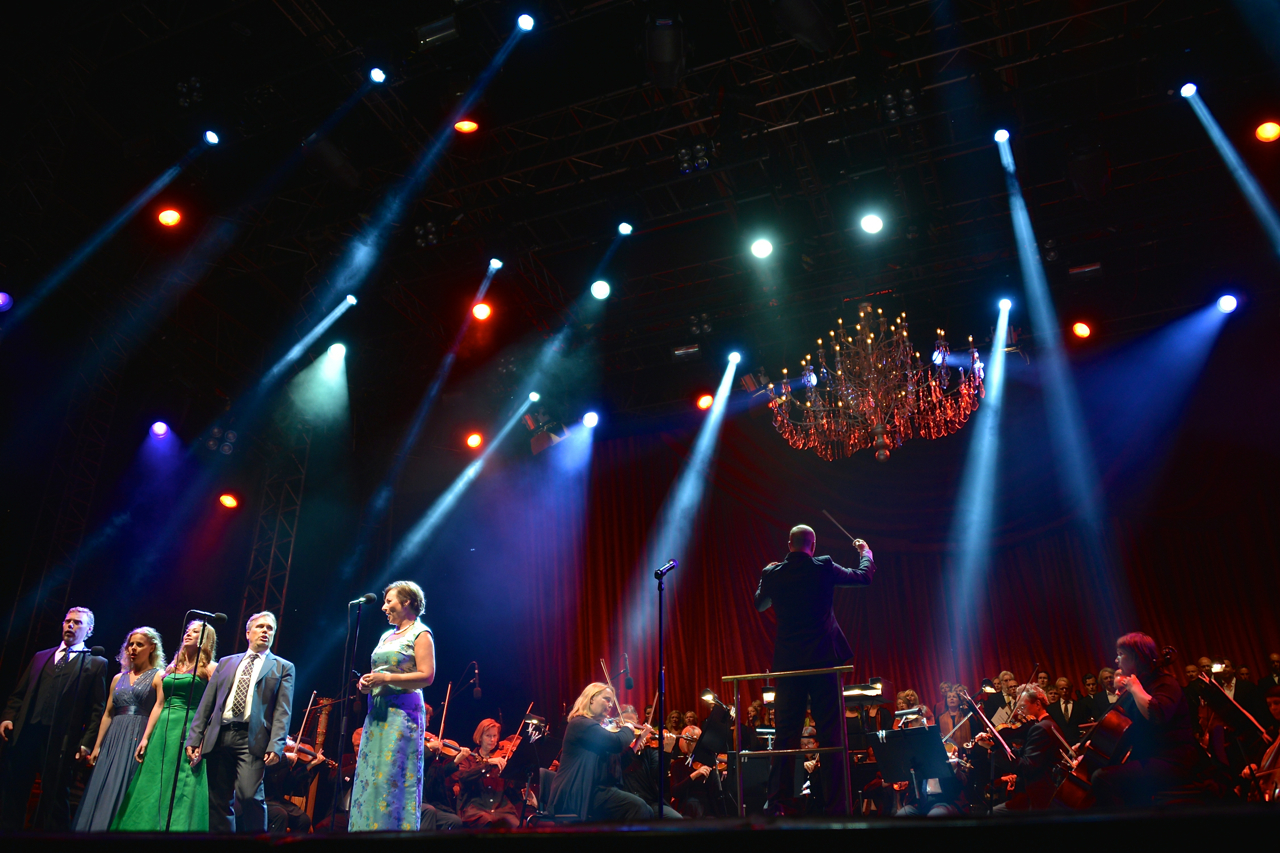
David Björkman dirigerar Kungliga Hovkapellet och Operakören under en konsert på Gustav Adolfs torg under Stockholms Kulturfestival 2013. Vokalister är Karl-Magnus Fredriksson, Sara Widén, Magdalena Risberg, Klas Hedlund och Lena Nordin.

Lars David Björkman, född 5 maj 1973 i Skellefteå, är en svensk dirigent och violinist.

## Biografi
David Björkman studerade violin vid Framnäs folkhögskola 1989–1992 och vid musikerlinjen vid Göteborgs universitet 1992–1996. Han var kontraktsanställd i Göteborgs Symfoniker 1994–1997,  konsertmästare vid Norrlandsoperans Symfoniorkester 1997–2000 och violinist i Sveriges Radios symfoniorkester 2000–2003.
Han utbildades i dirigering vid Kungliga Musikhögskolan i Stockholm 2000–2006, då hans lärare var bland andra Jorma Panula, Cecilia Rydinger Alin, Esa-Pekka Salonen och Sixten Ehrling.
Björkman har arbetat med de flesta av Sveriges professionella orkestrar, bl.a. Göteborgs Symfoniker, Kungliga Filharmonikerna, Svenska Kammarorkestern, Sveriges Radios symfoniorkester, Malmö Symfoniorkester, Norrköpings Symfoniorkester, Helsingborgs Symfoniorkester, Malmöoperans symfoniorkester, Göteborgsoperans symfoniorkester med flera. Gästdirigerat Iceland Symphony orchestra och Brno Philharmonic. Björkman har dirigerat många balettuppsättningar med Kungliga Baletten på Kungliga Operan, bland annat Ringaren i Notre-Dame av Pär Isberg och Stefan Nilsson. Han har även lett Kungliga Operans Karlsson på Taket, Trollflöjten (2013), Benjamin Staerns Snödrottningen, samt Stephen Sondheims Sweeney Todd (2023 och -25).
Björkman har uruppfört sex operor vid Vadstena-Akademien mellan 2004 och 2022 samt är återinbjuden att 2026 uruppföra Daniel Fjellströms första opera. På Folkoperan i Stockholm har han dirigerat flera uppsättningar, såsom Friskytten, Glada änkan och Silversjön.
År 2004 vann han Svenska dirigentpriset. År 2008 vann han andra pris i tävlingen International Prokofiev Conducting Competition i Sankt Petersburg.
Han har samarbetat med solister som till exempel Hélène Grimaud, Christian Lindberg, Olivier Charlier, Tine Thing Helseth och Philippe Graffin.
De skivinspelningar som Björkman gjort finns på Daphne Records och Naxos och innehåller musik av E.W. Korngold och Sven-David Sandström. Han har medverkat som violinist på en lång rad skivproduktioner med bland andra Kent (Isola), Helen Sjöholm (Visor), Anne Sofie von Otter (I Let the Music Speak).
Han har fungerat som dirigentcoach till oerfarna adepter i SVT:s underhållningsprogram Maestro 2011 och 2013. Har även varit en del av teamet bakom SVT:s TV-serie Molanders, där han coachade huvudrollsinnehavaren Eric Ericson och andra agerande dirigenter. Han gjorde även skådespelardebut i Molanders som den motsträvige konsertmästaren Micke.
Han har undervisat i dirigering på Lilla Akademiens gymnasium. 
Björkman medverkar ofta som musikexpert i Sveriges Radio P2, exempelvis i panelen i Musikrevyn.
Han var chefsdirigent för Livgardets dragonmusikkår mellan 2016 och 2020.